# Tolkewitz
Tolkewitz ist seit 1912 ein Stadtteil von Dresden. Er liegt an der Elbe flussaufwärts der Innenstadt. Es gehört in seinem alten Dorfkern (Alttolkewitz) zu den alten Fischerdörfern entlang der Elbe. Heute befindet sich an der Elbe eines der größten Wasserwerke der Stadt, das bereits 1898 eröffnet wurde. Auf den Elbwiesen befindet sich bei Tolkewitz deshalb ein Trinkwasserschutzgebiet.
Während der östlich des Niedersedlitzer Flutgrabens gelegene Ortskern Alttolkewitz zum statistischen Stadtteil Laubegast gezählt wird und damit bereits dem Stadtbezirk Leuben zuzurechnen ist, bildet der westliche, überwiegende Teil der Gemarkung Tolkewitz (Neutolkewitz) gemeinsam mit dem Norden des benachbarten Seidnitz den statistischen Stadtteil Tolkewitz/Seidnitz-Nord und gehört zum Stadtbezirk Blasewitz.

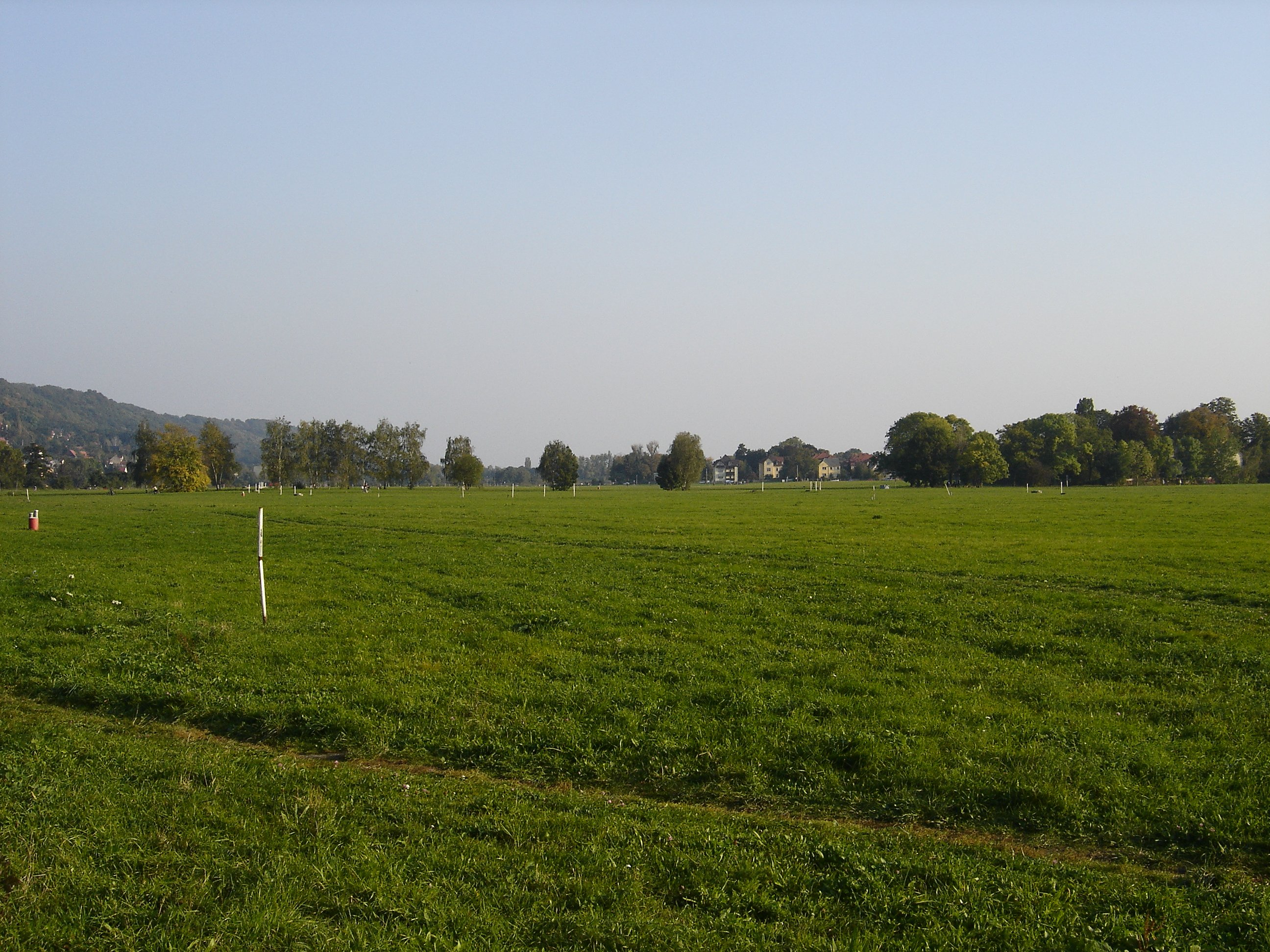
Trinkwasserschutzgebiet an der Elbe bei Tolkewitz

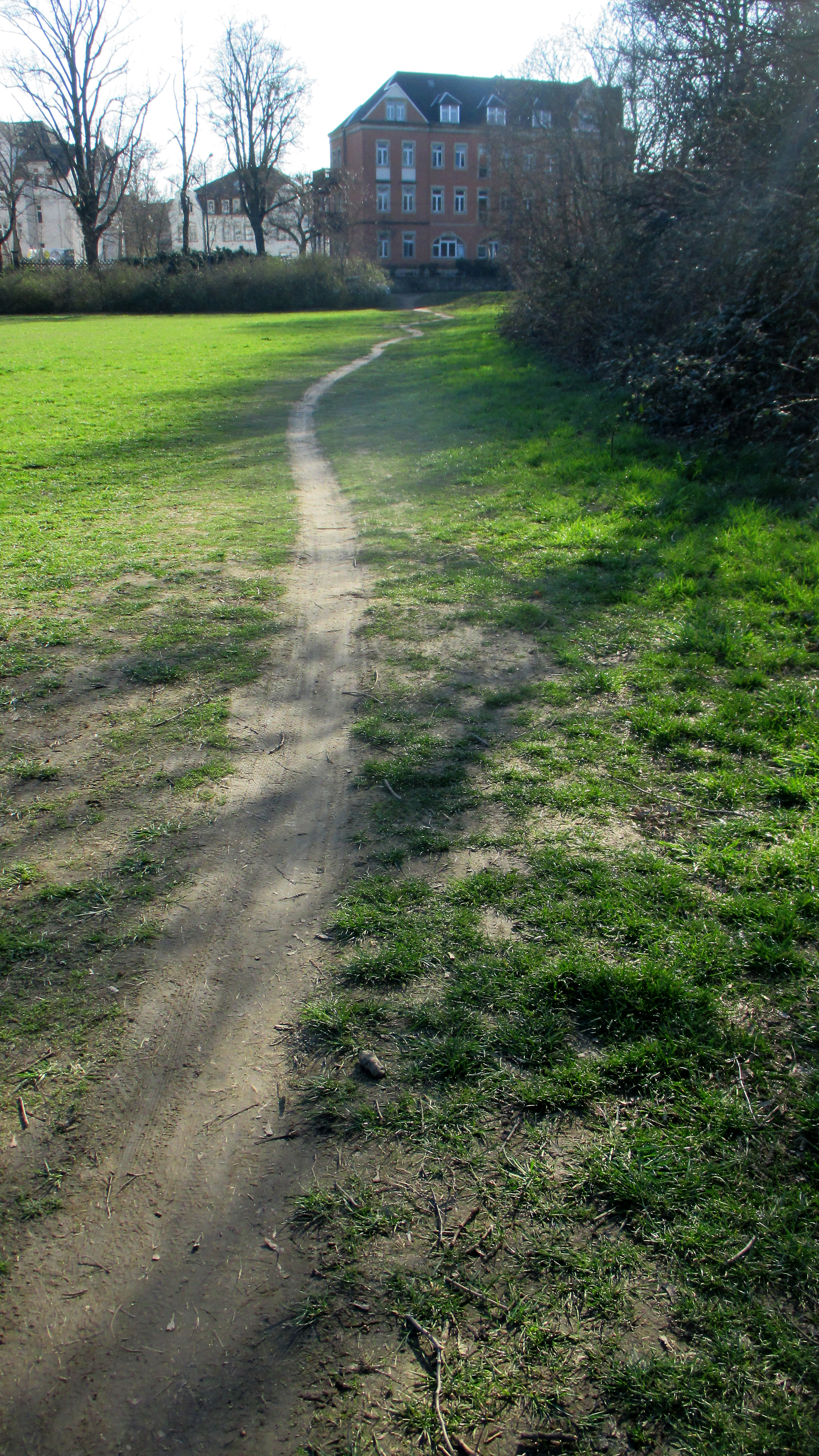
Elbwiesenweg in Tolkewitz

Tolkewitz wurde 1350 erstmals als „tolkenwicz“ urkundlich erwähnt.
Der Zwirnhändler Christian Gärtner, der als Kometenentdecker und Mentor des Prohlisers Palitzsch in der Mitte des 18. Jahrhunderts berühmt wurde, lebte in Alttolkewitz.
Im Tolkewitzer Tännicht wurde der bekannte Johannisfriedhof durch mehrere Gemeinden angelegt. Im Jahr 1894 schuf Paul Wallot die Kapelle des Friedhofes. Zwischen 1909 und 1911 entstand nach Plänen von Fritz Schumacher das Krematorium als Jugendstilbau, das dem Theoderichgrabmal in Ravenna nachempfunden ist.
Berühmte Persönlichkeiten fanden auf dem Johannisfriedhof ihre letzte Ruhestätte.
Zwischen 1936 und 1937 entstand die Wohnanlage Alttolkewitz direkt neben dem Dorfkern in einem traditionalistischen heimatbezogenen Stil, die jedoch auch heute noch, auch hervorgehoben durch die Sanierung in den 1990er Jahren, ihren eigenen Charme besitzt.
Tolkewitz gehört heute in Teilen zu den Villenvierteln von Dresden.

## Persönlichkeiten
- Johannes Schuster (1904–2000), Ingenieur und Hochschullehrer